# Knight’s Foundry and Shops

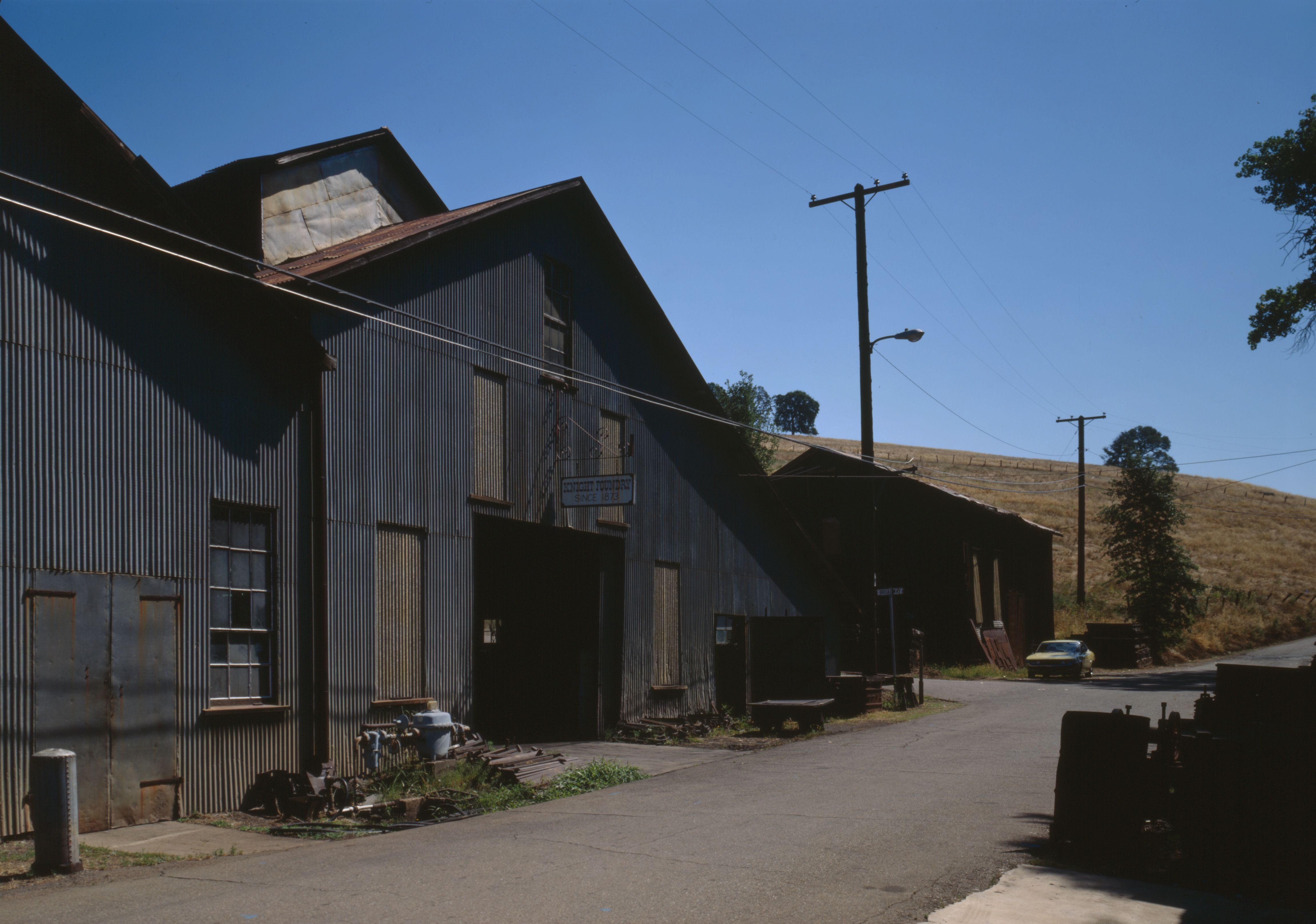
Knight Foundry (1996)

Knight’s Foundry and Shops oder auch Knight Foundry war eine Gießerei für Gussteile sowie ein Metallbearbeitungsbetrieb in der Eureka Street von Sutter Creek, Kalifornien. Die Anlage wurde 1873 gebaut, um schwere Ausrüstungsteile für die Goldminen und Bauholzverarbeitung des Gold Countrys zu liefern und die Reparatur von Maschinen zu ermöglichen. Samuel N. Knight entwickelte eine gusseiserne Impuls-Wasserturbine, die ein Vorläufer der Pelton-Turbine war. Turbinenräder dieses Types wurden in einigen der ersten Wasserkraftwerke Kaliforniens, Utahs und Oregons eingebaut. Die Anlage ist der letzte durch Wasserkraft getriebene Gießerei- und Metallbearbeitungsbetrieb in den Vereinigten Staaten. Ein Knight Wheel mit 105 cm Durchmesser treibt die Haupt-Längsschneidvorrichtung an, einige kleinere wassergetriebene Motoren dienen dem Antrieb anderer Maschinen. Die Anlage wurde am 1. Juli 1975 in das National Register of Historic Places eingetragen.

## Geschichte
Samuel Knight kam 1863 aus Maine nach Kalifornien. Das von ihm entwickelte Knight Wheel war die erste Wasserturbine, bei welcher die Düse, aus der das Wasser strömte, so angeordnet war, dass der Hochdruckstrahl leicht außerhalb des Zentrums der Turbinenlöffel auftraf. Dadurch wurde die Wasserenergie effektiver genutzt. In den 1890er Jahren hatte das Unternehmen mehr als 300 Knight Wheels produziert, die überall in den westlichen Vereinigten Staaten eingesetzt wurden.
Lester Allan Peltons konkurrierende Pelton-Turbine wurde 1878 entwickelt und basierte auf einem ähnlichen Prinzip. Es verwendete statt eines jedoch zwei nebeneinanderliegende Löffel, wobei der Wasserstrahl direkt dazwischen gerichtet war. Dies erwies sich 1883 bei einem direkten Vergleich beider Typen als effizienter. Das Pelton Wheel wurde so zum Industriestandard. Den überlegenen Entwurf Peltons anerkennend entwarf Knight einen verbesserten elektrischen Regler, der den Wasserzufluss für jeden Turbinentyp verbesserte, der auf dem Impulsprinzip beruhte.
Während des Kalifornischen Goldrausches war die Gießerei einer von vieler solcher Betriebe in dem Gebiet, von denen Gegenstände hergestellt wurden, die zu jener Zeit benötigt wurden, etwa Ausrüstung für den Bergbau oder Teile für die Straßenbeleuchtung, als die Gegend prosperierte und die Städte wuchsen. Als der Goldrausch vorbei war, blieb die Gießerei im Geschäft, weil sie sich auf Erzeugnisse verlagerte, die nicht durch Massenproduktion erzeugt werden konnten. Außerdem entwickelte Knight Ausrüstung für den Bergbau, die Gießerei hielt insgesamt acht Patente für Maschinen, die in dem Betrieb entwickelt wurden, davon eine erst nach Knights Tod. Knights Pumpen für Baggerschiffe wurden beim Ausbaggern von San Francisco Bay und Puget Sound sowie Willamette und Columbia River verwendet.
Knight verstarb 1913 und hinterließ das Eigentum an der Gießerei seinen Angestellten. Das Unternehmen blieb in deren Besitz, bis 1970 der letzte der vormaligen Angestellten starb. Danach wurde die Gießerei durch Carl Borgh erworben, einem Luft- und Raumfahrttechniker aus Kalifornien, der zuvor ein Kunde des Unternehmens war.
Die Gießerei blieb bis 1996 in Betrieb, als Borgh in den Ruhestand ging und bestand anschließend als Museumsbetrieb weiter. Der Geschäftsbetrieb reichte aber nicht aus, um die Kosten für die Versicherung der Einrichtung zu decken. Borgh starb 1998 und der Testamentsvollstrecker verkaufte das Anwesen im Jahr 2000 an Richard und Melissa Lyman, einem Ehepaar, dass sich gewerbsmäßig mit der Erhaltung alter Gebäude befasste. Ihr Kauf diente dazu, dass die Fabrik solange einen Eigentümer hatte, bis die von dem Dokumentarfilmer Andy Fahrenwald gegründete gemeinnützige Organisation ausreichend Finanzmittel gesammelt hatte. Fahrenwald war nach Sutter Creek gekommen, um einen Dokumentarfilm über die Anlage zu drehen. Die von ihm gegründete Organisation schaffte es jedoch nicht, genügend Geld zu sammeln, und schließlich willigte die Stadt Sutter Creek 2007 ein, das Anwesen von den Lymans zu kaufen, obwohl sie es immer noch für die gemeinnützige Organisation im Besitz hält.

## Arbeitsprozess
Durch Holzhandwerker wird aus Hartholz ein Modell gefertigt, das mit Drehmaschinen, Sägen und Hobeln perfektioniert wird. Alle diese Geräte werden durch Wasserkraft angetrieben. Das Modell wird dann in eine Kiste gelegt, zusammen mit einer Mischung aus Kohle, Bentonitlehm und Pech. Diese Mischung härtet dann aus und bildet so eine Form. Das Holzmodell wird dann entfernt, indem die Form in zwei Hälften geteilt wird. Später wird in diese Form geschmolzenes Eisen eingebracht. Wenn das Eisen durch Abkühlung fest geworden ist, werden die beiden Hälften der Form voneinander getrennt und das fertige Gussstück kann entnommen werden.

## Gegenwärtiger Status

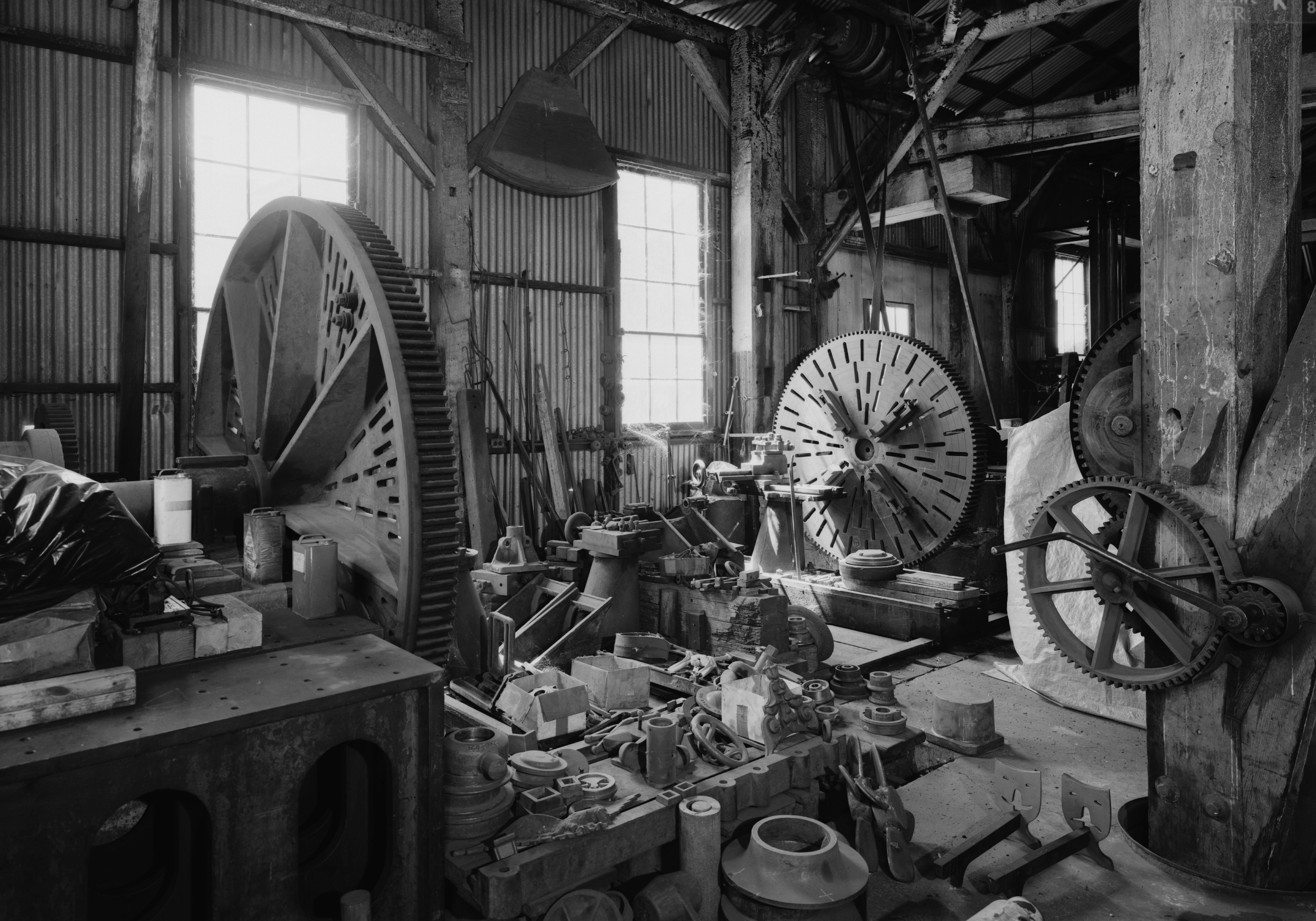
Zwei Knight-Drehbänke im Metallbearbeitungsbetrieb

Die Gießerei wurde durch die Stadt Sutter Creek angekauft. Die Hälfte des Kaufpreises wurde durch Spenden und Zuschüsse aufgebracht. Eine Hälfte des Kaufpreises wurde durch Bürgschaften und Spenden finanziert; fast die vollständigen Kosten für die Sanierung des Geländes in Höhe von 1,3 Millionen US-Dollar konnten aufgebracht werden.  Stadt und die Knight Foundry Corporation hoffen, 2009 den Escrow abzuschließen und mit der Restaurierung und 2010 mit der Sanierung des Geländes beginnen zu können. Es ist geplant, außer Führungen und Ausstellungen auch Workshops anzubieten, um das historische Handwerk zu erhalten. Das Projekt sieht zusätzlich vor, die Gießerei im beschränkten Umfang zu betreiben, um bei anderen historischen Objekten in der Region historische eiserne Maschinenteile, Lampenpfosten und andere eiserne Bauteile stilgerecht austauschen zu können.
Die Gießerei ist als California Historical Landmark #1007 registriert und in das National Register of Historic Places eingetragen. Sie wurde auch durch die American Society of Mechanical Engineers (ASME) als Mechanical Engineering Historic Site ausgewiesen und wurde von der Smithsonian Institution zu einem von America’s Most Endangered Places erklärt.